# 681 TCN
681 TCN là một năm trong lịch La Mã.

## Mất
- 20 tháng 10 – Vua Assyria Sennacherib bị con trai ám sát (s. k. 745 TCN)[1]